# Inodrillia amblytera
Inodrillia amblytera is een slakkensoort uit de familie van de Horaiclavidae. De wetenschappelijke naam van de soort is voor het eerst geldig gepubliceerd in 1893 door Bush.